# Mezinárodní výbor pro míry a váhy
Mezinárodní výbor pro míry a váhy (francouzsky Comité international des poids et mesures, zkráceně CIPM) je organizace složená z osmnácti osob z členských států Dohody o metru. Jejím cílem je zajistit celosvětovou jednotu jednotek.
Za Československo byli členy výboru Václav Posejpal, Jaroslav Nussberger a Jozef Skákala.